# جناه الصوارنه
جناه الصوارنه (به عربی: جناة الصوارنة) یک روستا در سوریه است که در ناحیه حمرا واقع شده‌است. جناه الصوارنه ۱٬۳۱۸ نفر جمعیت دارد.